# Eötvösův experiment

Schematické znázornění směru gravitační síly (G) a odstředivé síly (F)

Eötvösův experiment byl fyzikální pokus, kterým Loránd Eötvös porovnal setrvačnou a gravitační hmotnost těles a ověřil, že se shodují a platí princip ekvivalence.
Pokusy prováděl od roku 1885. Přesnost jeho experimentů je 1:20 milionům. Postupně své experimenty vylepšoval, a další významnější pokusy provedl v letech 1906 a 1909, kdy dosáhl přesnosti 1:100 000 000 000[zdroj?]. Výsledky tohoto experimentu tvořily jedno z východisek obecné teorie relativity.

## Popis experimentu
Základem měřicí aparatury byla dvojice koulí z různých materiálů o stejné tíze, spojených pevnou pákou. Na této páce byla tělesa zavěšena na torzních vahách. Během experimentu se porovnávala výchylka páky, která byla jednou umístěna ve směru poledníku a jednou ve směru rovnoběžky. Pokud by byla setrvačná a gravitační hmotnost odlišná, měla by být zaznamenána odchylka, způsobená odstředivou silou rotace Země. Přesnost měření aparatury v roce 1891 byla 1 oblouková minuta. Žádná odchylka ale naměřena nebyla. Odchylka nebyla naměřena ani v dalších experimentech Eötvösovy laboratoře ani dalších týmů, které pokus prováděly na jiných místech Země.